# Campeonato Mato-Grossense de Futebol de 2018
O Campeonato Mato-Grossense de Futebol de 2018 ou Campeonato Matogrossense Eletromóveis Martinello 2018, por motivos de patrocínio, foi a 75ª edição do torneiro realizado no estado de Mato Grosso e organizado pela Federação Mato-Grossense de Futebol. O campeonato contará com a participação de 10 equipes.

## Regulamento
Na primeira fase, as dez equipes enfrentam-se em turno único, todos contra todos. As oito melhores se classificam para as quartas de final, enquanto os dois últimos colocados são rebaixados. Nas quartas de finas, os oito times disputam os jogos em sistema de ida e volta. Classificam-se para as semifinais os vencedores dos confrontos.
A semifinal e final serão no sistema de ida e volta. No caso de empate em pontos, vale o saldo de gols e, persistindo a igualdade, a decisão de vaga ou título vai para a disputa de pênaltis. O campeão e o vice representarão Mato Grosso na Copa do Brasil de 2019, e o campeão na Copa Verde de 2019. Já os dois melhores colocados ganharão vaga no Série D de 2019.

### Critério de desempate
Os critério de desempate foram aplicados na seguinte ordem:
1. Maior número de vitórias
2. Maior saldo de gols
3. Maior número de gols pró (marcados)
4. Sorteio